# باکستر (ویسکانسین)
باکستر (به انگلیسی: Baxter) یک منطقهٔ مسکونی در ایالات متحده آمریکا است که در رودخانه های واقع شده‌است. باکستر ۲۹۱٫۰۹ متر بالاتر از سطح دریا واقع شده‌است.